# Nuria Amat
Nuria Amat Noguera (Barcelona, 1950) es una escritora española en lengua castellana y catalana. Nuria Amat nació en Barcelona, donde hoy reside. Ha vivido en Colombia, México, Berlín, París y Estados Unidos. Es Doctora en Ciencias y Tecnologías de la Documentación (Universidad Autónoma de Barcelona) y ha sido profesora en la Escuela de Bibliotecarios de la Universidad de Barcelona. Cultiva igualmente el ensayo, la poesía, el periodismo y el teatro. Ver vida y obra de la autora en Dossier de Prensa.

## Biografía
Nuria Amat Noguera nació en Barcelona, donde hoy reside. También ha vivido en Colombia, México, Berlín, París y Estados Unidos. Es licenciada en Filosofía y Letras, y doctora (tesis: De la información al saber. Universidad Autónoma de Barcelona) en Ciencias de la Información. Ha sido introductora de los estudios en Ciencias y Tecnologías de la Documentación y profesora en la Escuela de Biblioteconomía de la Universidad de Barcelona. Ha colaborado en prensa nacional y extranjera.
Desde sus primeras publicaciones, como la novela Pan de boda y los cuentos de El ladrón de libros, Amor breve y Monstruos, destacó por la calidad de su prosa. Su visión de la literatura va más allá de las fronteras de los géneros literarios y queda de manifiesto en obras pioneras de los años noventa como Todos somos Kafka  y Viajar es muy difícil, recientemente reeditadas, donde combinó ficción, autobiografía y metaliteratura adelantándose a tendencias literarias en boga hoy. En su pieza teatral Pat’s Room, los personajes alternan diálogos en castellano y catalán; la obra se estrenó en la Sala Beckett de Barcelona en el marco del Festival Grec de 1997.
A partir de esa fecha y junto con la publicación de las novelas La intimidad, El país del alma  (finalista del Premio Internacional de Novela Rómulo Gallegos 2001) y Reina de América (Premio Ciudad de Barcelona 2002)  comienza su proyección internacional. Grandes profesionales de la traducción literaria han trasladado sus obras al inglés, francés, italiano, húngaro, rumano, árabe, portugués, checo, alemán y sueco. La versión inglesa de Reina de América (Queen Cocaine) fue nominada al prestigioso Premio Internacional IMPAC 2007. Su novela publicada más recientemente se titula Deja que la vida llueva sobre mí.
Entre sus ensayos destacan Letra herida, El libro mudo, Juan Rulfo –singular biografía del escritor mexicano– y Escribir y callar. Sus obras poéticas son Amor infiel y Poemas impuros. En noviembre de 2008 participó en la Cátedra Julio Cortázar (México) invitada por Carlos Fuentes y Gabriel García Márquez. Allí impartió un curso sobre el arte de la literatura y el de la lectura, y desarrolló algunos temas de su ensayo Escribir y callar en una lección magistral.
En febrero de 2011 gana el Premio Ramon Llull de les Lletres Catalanes 2011 con su primera novela en catalán: Amor i guerra. El jurado, compuesto por Leonello Brandolini, Pere Gimferrer, Gabriel Janer Manila, Gemma Lienas, Damià Pons, Carles Pujol y Carme Riera ha destacado la maestría de Nuria Amat en la construcción de los personajes de la novela. En el otoño de 2011 publica en texto original de la autora la novela Amor y Guerra en Editorial Planeta y en traducción francesa: Un feu d´eté, Editorial Robert Laffont.
En octubre de 2013 recibió la Orden Alejo Zuloaga, Venezuela, previo su discurso de apertura a la Feria del Libro, Valencia, que con convocatorias anteriores recibieron Fernando Savater, Carlos Monsiváis, Antonio Gamoneda, Julio Ortega o Antonio Skármeta entre otros.
Ha destacado recientemente por sus opiniones contra el independentismo catalán en medios españoles y argentinos. La crítica ha ensalzado su obra literaria: "El sanatorio (ED Libros, 2017): “La novela, El Sanatorio de Nuria Amat es excelente y una inmejorable aportación literaria a la obra de Danilo Kis, algunas de sus páginas recuerdan la tradición de Jonathan Swift.” – Pere Gimferrer.  
“Quizás para entender un poco algunas de las claves de la Cataluña kafkiana de hoy habría que leer -lo aconsejo- la novela de Nuria Amat que se titula muy significativamente”  – José Antonio Zarzalejos. El Confidencial. Preguntado Juan Goytisolo por autoras actuales, aseguró que la mejor novelista del momento es Nuria Amat, aunque es "boicoteada" por una "especie de paternalismo machista" El País.
Su obra ha sido traducida al inglés, francés, italiano, húngaro, rumano, árabe, portugués, alemán, checo y sueco.

## Obras

### Narrativa
- Pan de boda, 1979
- Narciso y Armonía, 1982
- El ladrón de libros, 1988
- Amor Breve, 1990
- Monstruos, 1991
- Todos somos Kafka, 1993
- Viajar es muy difícil, 1995
- La intimidad, 1997
- El país del alma, 1999
- El siglo de las mujeres, 2000
- Reina de América, 2001
- Deja que la vida llueva sobre mí, 2007
- Amor i guerra, 2011
- Amor y Guerra. 2012
- El sanatorio. 2016

### Poesía
- Amor infiel, 2004
- Poemas impuros, 2008

### Ensayo
- La Biblioteca, 1982
- La biblioteca electrónica, 1989
- De la información al saber, 1990
- La documentación y sus tecnologías, 1994
- El libro mudo, 1994
- Letra herida, 1998
- Juan Rulfo, 2003

### Teatro
- Pat's Room, estrenada en la Sala Beckett de Barcelona, 1997

## Premios
- 2002 Premio Ciudad de Barcelona por Reina de América
- 2011 Premio Ramon Llull de novela por Amor i guerra